# Province de Pasco
La province de Pasco (en espagnol : Provincia de Pasco) est l'une des huit  provinces de la région de Pasco, dans le centre du Pérou. Son chef-lieu est la ville de Cerro de Pasco.

## Géographie
La province couvre une superficie de 4 758,57 km2. Elle est limitée au nord par la région de Huánuco, à l'est par la province d'Oxapampa, au sud par la région de Junín et à l'ouest par la région de Lima et la province de Daniel Alcides Carrión.

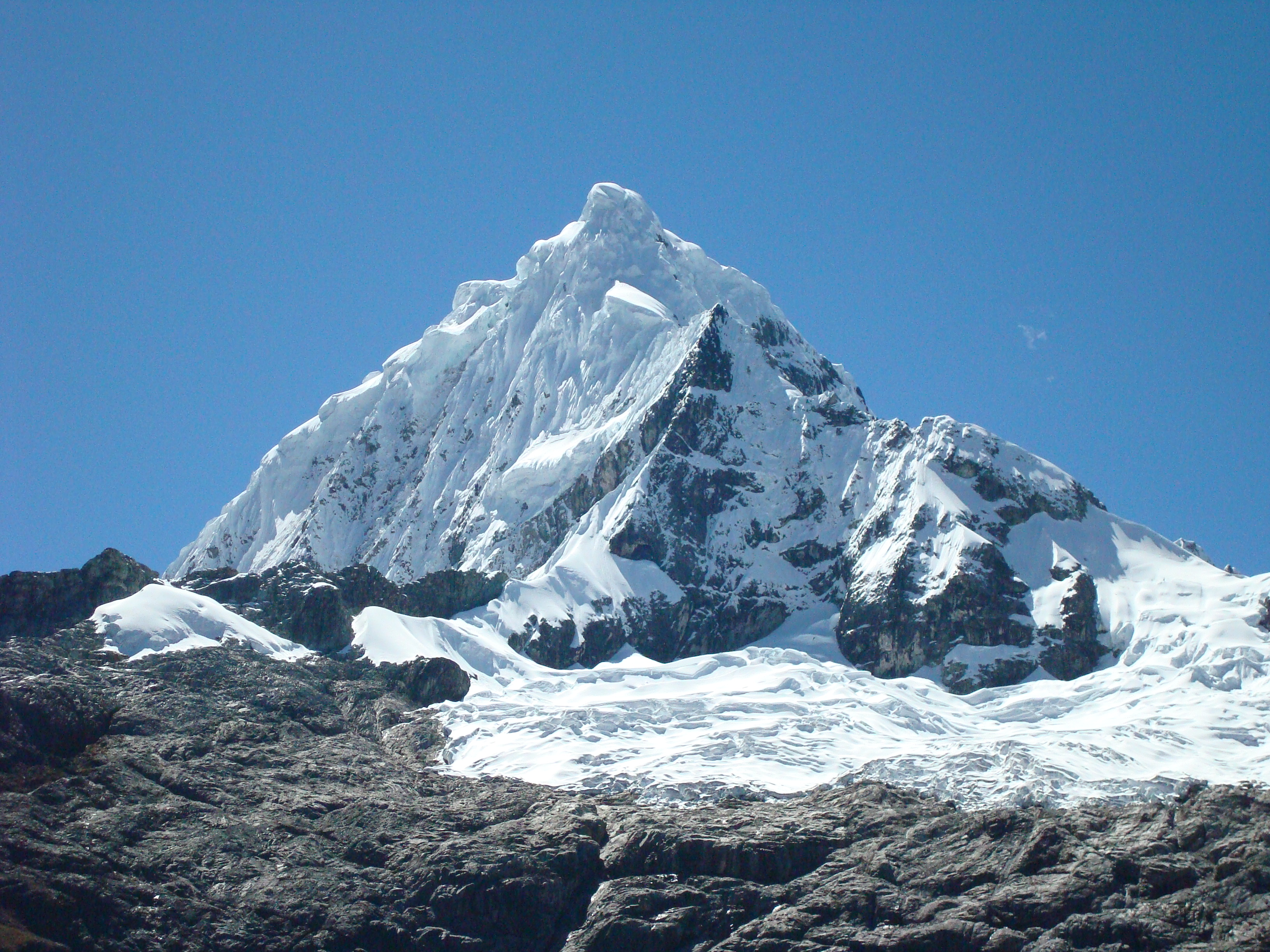
Waqurunchu, l'une des plus hautes montagnes de la province de Pasco

## Population
La population de la province s'élevait à 147 126 habitants en 2005.

## Subdivisions
La province de Pasco est divisée en treize districts :
- Chaupimarca
- Huachón
- Huariaca
- Huayllay
- Ninacaca
- Pallanchacra
- Paucartambo
- San Francisco de Asís de Yarusyacán
- Simón Bolívar
- Ticlacayán
- Tinyahuarco
- Vicco
- Yanacancha